# Aaron Wolf
Aaron Wolf (25 februari 1996) is een Japans judoka. 
Wolf werd in 2017 wereldkampioen. Tijdens de Olympische Zomerspelen van Tokio won Wolf de gouden medaille in het halfzwaargewicht en de zilveren medaille met het Japanse team.

## Olympische Zomerspelen
| Editie | Plaats | Resultaten                                 |
| ------ | ------ | ------------------------------------------ |
| 2021   | Tokio  | half-zwaargewicht Gemengde landenwedstrijd |

## Wereldkampioenschappen
| Jaar | Plaats    | Resultaten        |
| ---- | --------- | ----------------- |
| 2017 | Boedapest | half-zwaargewicht |
| 2019 | Tokio     | half-zwaargewicht |

1972: Sjota Tsjotsjisjvili ·
1976: Kazuhiro Ninomiya ·
1980: Robert Van de Walle ·
1984: Ha Hyoung-zoo ·
1988: Aurélio Miguel ·
1992: Antal Kovács ·
1996: Paweł Nastula ·
2000: Kosei Inoue ·
2004: Ihor Makarov ·
2008: Tuvshinbayar Naidan · 
2012: Tagir Chajboelajev · 
2016: Lukáš Krpálek · 
2020: Aaron Wolf · 
2024: Zelym Kotsoiev